# Nederlandse Kooikerhondje
Das Nederlandse Kooikerhondje (niederländisch Nederlands Kooikerhondje, mit Artikel het Nederlandse Kooikerhondje) ist eine von der FCI anerkannte Hunderasse aus den Niederlanden (FCI-Gruppe 8, Sektion 2, Standard Nr. 314). Es gehört zu der großen Gruppe der Vogelhunde wie auch die Spaniels.

## Herkunft und Geschichtliches
Beim Kooikerhondje („Kooikerhündchen“) handelt es sich um eine nach historischen Vorbildern seit 1942 neu aufgebaute Hunderasse, die FCI-Anerkennung erfolgte 1971. Das Kooikerhondje wurde in speziellen Fanganlagen zur Entenjagd eingesetzt. Diese Fanganlagen heißen auf Niederländisch Eendenkooi (dt.: Vogelkoje). Der Betreiber einer solchen Anlage war der kooiker – daher der Name der Rasse. Das Kooikerhondje zählt zu den Vogelhunden, ähnlich wie auch die Spaniels. Während des Zweiten Weltkriegs war das Kooikerhondje fast ausgestorben. Aus den verbliebenen fünfundzwanzig Hunden wurde die Rasse neu aufgebaut, heute werden im Jahr etwa 500 Welpen neu registriert.

## Beschreibung
Bis 42 cm großer Hund mit klar abgegrenzten Flecken von reiner orange-roter Farbe auf weißem Grund. Hündinnen sind meist zierlicher als Rüden. Das Haar ist mittellang, leicht gewellt (ist nicht erwünscht) oder glatt; nicht lockig, dicht anliegend und glänzend. Dicht an den Wangen herabhängende "Ohrringe" (im Niederländischen "Oorbellen" genannt).

## Wesen
Ein Kooiker ist ein sehr willensstarker, freundlicher Hund. Er hat sehr viel Temperament und muss ausreichend ausgelastet werden. Das Kooikerhondje ist als Familienhund gut geeignet und sehr lernwillig.

## Verwendung
Das Kooikerhondje ist meist Begleithund, findet aber auch Verwendung im Hundesport. Der sehr autonom arbeitende Hund wurde in den Niederlanden früher vom kooiker, dem Betreiber einer speziellen Fanganlage (der sogenannten Vogelkoje) dazu ausgebildet, Wildenten in eine reusenähnliche Fangvorrichtung zu locken.

## Die Jagd mit dem Kooikerhondje historisch und heute

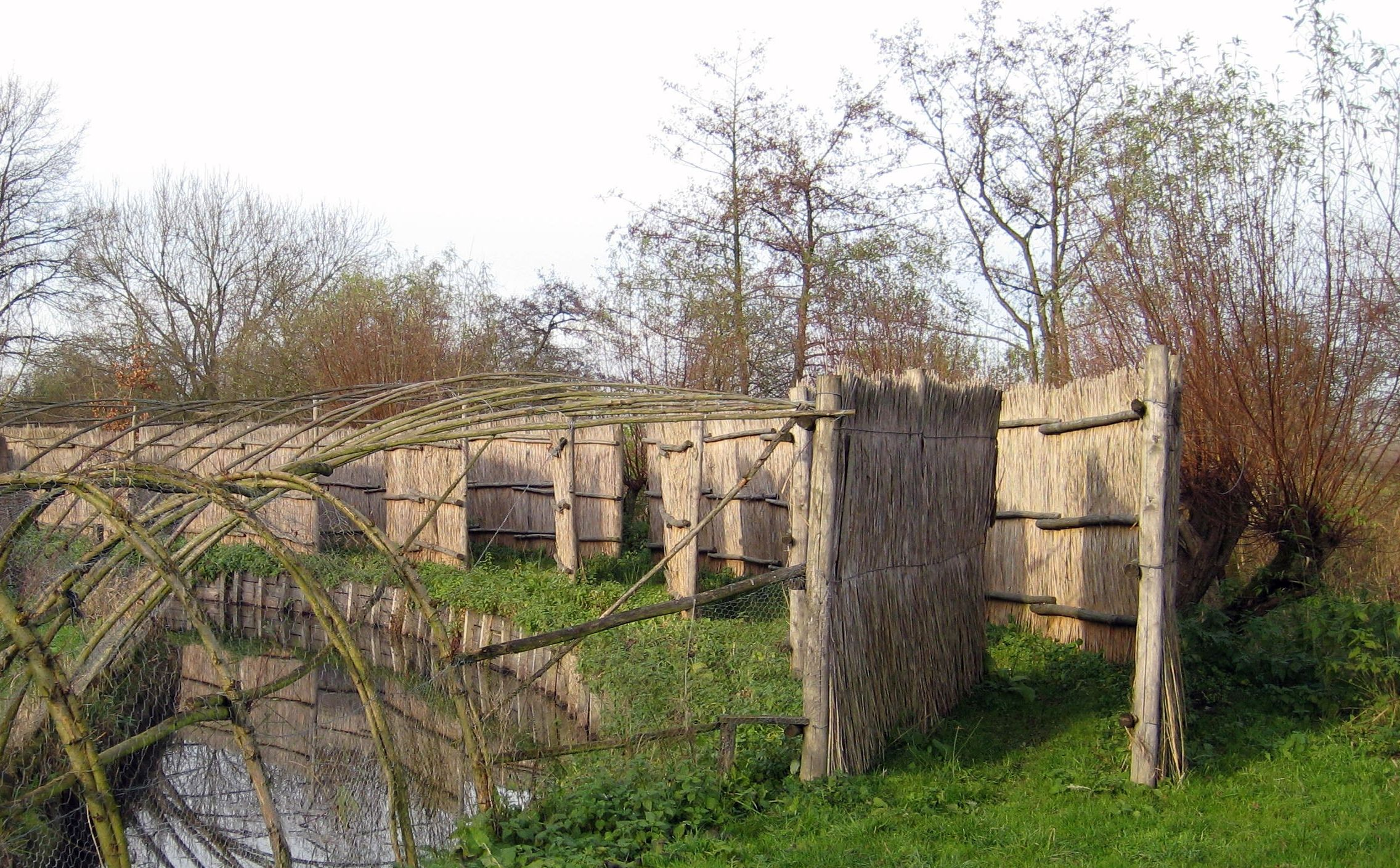
Ein heutiger Kooi, der wissenschaftlich genutzt wird

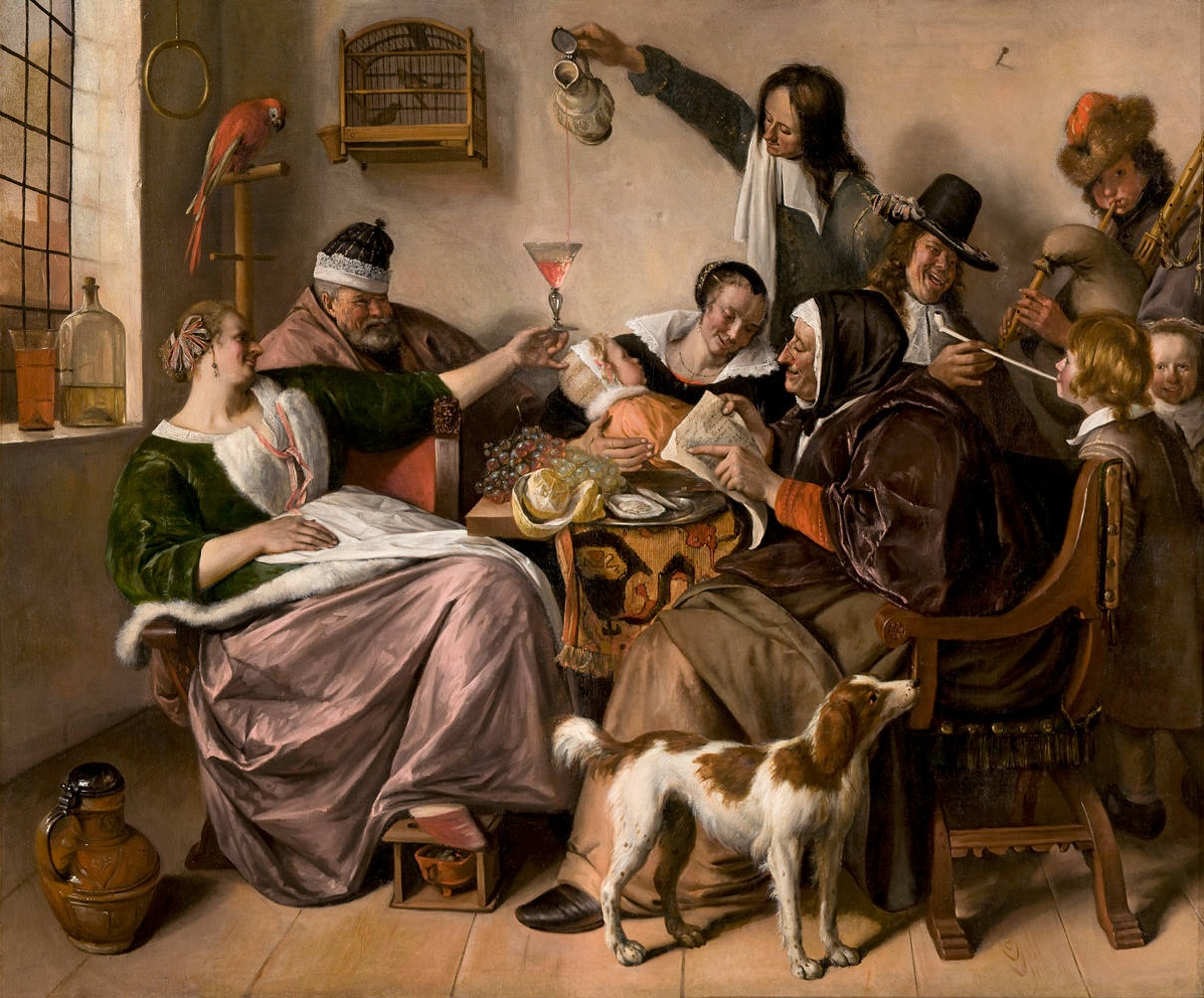
Gemälde von Jan van Steen: Soo voer gesongen, soo na gepepen ca. 1664

In den wasserreichen Niederlanden mit ihren Tümpeln, Sümpfen und alten Flussarmen hat sich für die Entenjagd eine spezielle Fangtechnik entwickelt: Die Jagd auf Enten in einem eigens angepassten Gelände mit einer Art Reuse, genannt Eendenkooi (= wörtlich übersetzt: Entenkäfig). Dazu gehört auch die spezielle Umgebung: Kooigebüsch, eine gezielt angelegte Schilfverbauung aus Matten und Gebüsch, und ein kleiner See, wo zahme Enten lebten, die nicht gejagt wurden, sondern als Lockvögel dienten. Hier gab es Brutgelegenheiten, aber auch Schutz in strengen Wintern.
Hieran angeschlossen war die Fangreuse (niederl.: vangpijp), ein Gang, der im letzten Abschnitt rundherum entendicht war und in einem Fangkäfig endete. Der Hund hatte die Aufgabe die neugierigen Enten anzulocken, für die er durch seinen Körperbau und sein Äußeres so geeignet schien. Die immer flugbereiten, aber auch neugierigen Enten sehen von dem kleinen, bunten Hündchen, das plötzlich am Ufer in der Fangröhre erscheint, nur das Hinterteil, die wedelnde Schwanzspitze, einen weißen Fleck in der schummrigen Fangröhre. Einmal in der Röhre, wurden sie durch den Menschen, den Kooibaas (baas = Meister) in den Käfig gejagt, wo sie „geerntet“ wurden, also geschlachtet und vermarktet. Das „kooirecht“ war das Recht, das vom Grafen von Holland oder einem anderen Landesherrn verliehen wurde, einen Entenkäfig anzulegen und zu benutzen. Es enthielt zum Schutz des Gebiets auch das Verbot jeder anderen menschlichen Tätigkeit innerhalb eines bestimmten Schutzkreises. Einige dieser alten Rechte bestehen bis auf den heutigen Tag.
Auch heute noch gibt es diese kooien, „Käfige“, in der Regel werden sie aber wissenschaftlich zur Katalogisierung genutzt, also beispielsweise zum Überprüfen der Beringung. Die noch erhaltenen Fangeinrichtungen dieser Art stehen fast alle unter Naturschutz. Aus diesem Entenjagdbetrieb stammt auch ein niederländischer Ausdruck: de pijp uit gaan = zur Fangröhre hinausgehen (wie die gefangenen Enten): sterben.

## Rassespezifische Erkrankungen
Die nekrotisierende Myelopathie des Kooiker-Hundes ist eine innerhalb der ersten drei Lebensmonate bei Kooiker-Hunden auftretende Degeneration der weißen Substanz, vor allem im Halsmark. Sie äußert sich in gesteigerten Reflexen und schnell fortschreitenden Lähmungen und ist nicht behandelbar.